# 小行星6427
小行星6427（英語：6427）是一颗围绕太阳公转的小行星。1995年3月28日，上田清二、金田宏在钏路市发现了此天体。
这颗小行星的绝对星等为322.10705等。